# Acacia metrosideriflora
Acacia metrosideriflora é uma espécie de leguminosa do gênero Acacia, pertencente à família Fabaceae.